# BEST EP SELECTION OF TOKIO II
《BEST EP SELECTION OF TOKIO II》는 2001년 5월 9일에 발매한 TOKIO의 두 번째 베스트 앨범이다.

## 설명
- 1996년 발매한 첫 베스트 앨범 《Best E.P Selection of TOKIO》이후 5년 만에 발매한 TOKIO의 두 번째 베스트 앨범. 첫 번째 베스트 앨범은 장르가 한 쪽으로 치우치거나, 곡의 흐름, 테마가 불명확했지만, 이번 앨범은 TOKIO의 20세기 음악의 집대성, 싱글 A면 콜렉션이라는 명확한 테마가 있고, 수록곡 전부가 타이업이 붙었다. 싱글 15곡 외에 보너스 트랙 2곡을 수록한 총 17곡을 수록. 수록곡 순서는 〈회상〉을 테마로 발매 순서 순이다.
- 소니 뮤직 레코드 재팬에서 발매한 마지막 음반이며, 소니 뮤직 시대의 집대성이기도 하다.

## 수록곡
1. Everybody Can Do!
2. フラれて元気
3. Dash for the Dream
4. Julia
5. あたってくだけろ!
6. この指とまれ!
7. Love & Peace
8. 君を想うとき
9. Oh! Heaven
10. 何度も夢の中でくり返すラブ・ソング
11. 溢れる想い
12. 忘れえぬ君へ…
13. 愛の嵐
14. みんなでワーッハッハ!
15. 愛はヌード
16. 恋に気づいた夜
17. OH! IT'S TRUE LOVE